# Joub Jenin
Joub Jenin (arabe : جب جنين) est le chef-lieu du District de la Bekaa occidentale, dans la vallée de la Bekaa au Liban.